# Jean-Henri Fabre
Jean Henri Casimir Fabre (22 tháng 12 năm 1823- 10 tháng 11 năm 1915) là một nhà tự nhiên học, nhà côn trùng học và tác giả người Pháp được biết đến qua những cuốn sách nổi tiếng với phong cách sống động về đời sống các loài côn trùng. Tác phẩm nổi tiếng nhất của ông là cuốn Côn trùng ký.

## Cuộc đời
Fabre sinh tại Saint-Léons thuộc Aveyron, Pháp tại một gia đình nghèo. Kiến thức Fabre thu được phần lớn là nhờ tự học, do hoàn cảnh gia đình ông khó khăn. Tuy nhiên, ông có được chứng chỉ giáo viên khi còn rất trẻ (19 tuổi) và bắt đầu đi dạy tại các trường học ở Ajaccio, Corse. Năm 1852, ông dạy tại trường trung học ở Avignon.
Nhà côn trùng học Jean Henri Fabre đã quan sát côn trùng bằng con mắt của một triết gia. Ông đã khám phá ra rất nhiều tập tính kì bí của côn trùng và ông là một người rất yêu côn trùng. Fabre là một tấm gương yêu quý côn trùng cao đẹp.Ông đã dành 30 năm cuộc đời của mình để viết hết toàn bộ cuốn Côn trùng ký.Ngày xưa ông vẫn là một người nghèo nhưng được mọi người biết đến nhờ một nhà văn đến và đã thấy cảnh nghèo nàn của ông nên quyết định tập hợp những người nổi tiếng lại để quyên góp tiền và trao giải thưởng cho ông.Các học trò và những người bạn của ông biết tin liền quyết định sẽ tới để quyên góp cho ông người ta gọi đó là ngày Fabre
Chú thích
- Những gì quan trọng trong học tập không phải là để được dạy, mà là để thức dậy.
- Tâm trí là một hoạt động, không phải là một kho lưu trữ.
- Chết không phải là hết mà là bắt đầu cuộc sống mới cao quý hơn.

## Các tác phẩm
- Scène de la vie des insectes
- Chimie agricole (textbook) (1862)
- La Terre (Jean Henri Fabre)|La Terre (1865)
- Le Ciel (textbook) (1867) - Scanned text on Gallica
- Catalogue des « Insectes Coléoptères observés aux environs d'Avignon » (1870)
- Les Ravageurs (1870)
- Les Auxiliaires (1873)
- Aurore (textbook) (1874) Scanned text on Gallica
- Botanique (Thực vật học) (textbook) (1874)
- L'Industrie (textbook) (1875)
- Les Serviteurs (textbook) (1875)
- Sphériacées du Vaucluse (1878)
- Souvenirs entomologiques - 1st serie (1891) - (1879) - Scanned text on Gallica
- Étude sur les moeurs des Halictes (1879)
- Le Livre des Champs (1879)
- Lectures sur la Botanique (Các bài giảng về thực vật học) (1881)
- Nouveaux souvenirs entomologiques - 2th serie (1882) - Scanned text on Gallica
- Lectures sur la Zoologie (Các bài giảng về động vật học) (1882)
- Zoologie (Jean Henri Fabre)|Zoologie (Động vật học) (textbook) (1884)
- Souvenirs entomologiques - 3th serie (1886) - Scanned text on Gallica
- Histoire naturelles (textbook) (1889)
- Souvenirs entomologiques - 4th serie (1891) - Scanned text on Gallica
- La plante: leçons à mon fils sur la botanique (Cây trồng: những bài học cho con trai tôi về thực vật) (livre scolaire) (1892) - Scanned text on Gallica
- Souvenirs entomologiques - 5th serie (1897) - Scanned text on Gallica
- Souvenirs entomologiques - 6th serie (1900) - Scanned text on Gallica
- Souvenirs entomologiques - 7th serie (1901) - Scanned text on Gallica
- Souvenirs entomologiques - 8th serie (1903)
- Souvenirs entomologiques - 9th serie (1905)
- Souvenirs entomologiques - 10th serie (1909)
- Fabre's book of insects retold from Alexander Teixeira de Mattos' translation of Fabre's Souvenirs entomologiques Scanned book
- Oubreto Provençalo dou Felibre di Tavan (1909)
- La Vie des insectes (Cuộc sống của côn trùng) (1910)
- Mœurs des insectes (Cái chết của côn trùng) (1911)
- Les Merveilles de l'instinct chez les insectes (Sự kì diệu của bản năng ở côn trùng) (1913)
- Le monde merveilleux des insectes (Thế giới kì diệu của côn trùng) (1921)
- Poésie françaises et provençales (1925) (bản cuối cùng)
- La Vie des araignées (Cuộc sống loài nhện) (1928)
- Bramble-Bees and Others Scanned book, Project Gutenberg Full Text
- The Life of the Grasshopper. Dodd, Mead, and company, 1917. ASIN B00085HYR4
- The Life of the Caterpillar. Dodd, Mead, 1919. ASIN B00089FB2A
- Field, Forest, and Farm: Things interesting to young nature lovers, including some matters of moment to gardeners and fruit-growers. The Century Company, 1919. ASIN B00085PDU4
- This Earth is Ours: Talks about Mountains and Rivers, Volcanoes, Earthquakes, and Geysers & Other Things. Albert & Charles Boni, 1923. ASIN B000EHLE22
- The Glow-Worm and Other Beetles. Dodd, Mead, 1924. ASIN B000882F2K
- The Mason Bees (Translated) Garden City, 1925. ASIN B00086XXU0; Reprinted in 2004 by Kessinger Publishing; ISBN 1-4179-1676-1; ISBN 978-1-4179-1676-4 Scanned book, Project Gutenberg Full Text
- Curiosities of Science. The Century Company, 1927. ASIN B00086KVBE
- The Insect World of J. Henri Fabre. Introduction and Interpretive Comments by Edwin Way Teale; Foreword to 1991 edition by Gerald Durrell. Published by Dodd, Mead in 1949; Reprinted by Beacon Press in 1991; ISBN 0-8070-8513-8
- The Life of the Spider (Translated) Preface by Maurice Maeterlinck; Introduction by John K. Terres. Published by Horizon Press, 1971; ISBN 0-8180-1705-8 (First published by Dodd, Mead, and company in 1913, ASIN B00085D6P8) Scanned book, Project Gutenberg Full Text
- The Life of the Fly. (Translated) Fredonia Books, 2001. ISBN 1-58963-026-2; ISBN 978-1-58963-026-0 Scanned book
- The Hunting Wasps. University Press of the Pacific, 2002. ISBN 1-4102-0007-8; ISBN 978-1-4102-0007-5
- More Hunting Wasps Scanned book Project Gutenberg Full Text
- The Wonders of Instinct: Chapters in the Psychology of Insects. University Press of the Pacific, 2002. ISBN 0-89875-768-1; ISBN 978-0-89875-768-2 Scanned book, Project Gutenberg Full Text
- Social Life in the Insect World Scanned book, Project Gutenberg Full Text
- Insect life Scanned book
- Côn trùng ký 10 tập (trong vòng 30 năm).